# Ngọc Sơn (nhạc sĩ trước 1975)
Ngọc Sơn (tên đầy đủ: Thái Ngọc Sơn, sinh năm 1934) là một nhạc sĩ nhạc vàng người Việt Nam trước năm 1975 tại Sài Gòn. Ông còn có bút danh là Lệ Uyên, Tú Nguyệt và Ngọc Xuân. Ông là tác giả hoặc đồng tác giả của các ca khúc nổi tiếng như "Đẹp lòng người yêu", "Màu tím pensée", "Nét son buồn", 100 phần 100, "Tơ duyên",...

## Cuộc đời
Ông sinh ngày 14 tháng 9 năm 1934 tại Sài Gòn. Ông đam mê ca hát từ khi 15 tuổi, dù chỉ góp mặt trong dàn hợp xướng nhưng ông coi đó là vinh dự lớn. Tuy nhiên,ông tự thấy không có tương lai nếu theo nghề ca hát, nên chuyển hướng học làm vũ công với một thầy dạy nổi tiếng ở Sài Gòn. Ông gia nhập ban vũ Lưu Bình Hồng, được nghệ sĩ Trần Văn Trạch giới thiệu cho gặp nhạc sĩ Lam Phương.
Năm 19 tuổi, ông viết bài đầu tay là bài "Mùa thu", sau đổi thành "Ngõ vào đời" theo đề xuất của Lam Phương, với những câu ca nặng âm hưởng ca dao "Gió mùa thu mẹ ru con ngủ, năm canh dài mẹ thức đủ năm canh...", được nhạc sĩ Nguyễn Văn Lâm mua, nhưng không được chú ý. Ông tiếp tục tự học nhạc lý qua sách, đặc biệt là sách Để sáng tác một bài nhạc phổ thông do Hoàng Thi Thơ soạn (NXB Mỹ Tín, 1955). Ông được Trần Văn Trạch mời hát tân nhạc cho ban Sầm Giang nhưng được ít lâu sau thì thôi. Cũng nhờ Trần Văn Trạch giới thiệu, năm 1960 nhạc sĩ Nguyễn Văn Đông ký hợp đồng với ông thâu âm hai bài đầu tay vào đĩa Continental. Ngọc Sơn lại tiếp tục con đường sáng tác.
Thành công với sáng tác, ông mở nhà xuất bản - hãng đĩa hát Dư Âm và lớp nhạc Ngọc Sơn trên đường Phạm Ngũ Lão. Lớp nhạc khoảng 400 người và nhiều người đã nổi danh như Chí Tâm, Giao Linh, Yến Linh, Đắc Chung (tác giả "Bội bạc", "Gian dối" khác của Ngọc Sơn), Phượng Vũ (tác giả "Áo nhà binh", "Cánh thư mùa hạ"),...
Ngoài sáng tác nhạc, ông còn khá nhiều tài lẻ khác như vẽ minh họa cho các tạp chí Sài Gòn trước 1975, đóng phim/viết nhạc cho một số phim như Như giọt sương khuya, Như giọt mưa rơi, Vực nước mắt... hay nhất là làm nhiếp ảnh gia chuyên nghiệp. Ông bén duyên với nhiếp ảnh từ năm lên 16, 17 tuổi khi học chụp ảnh từ nhà báo Văn Mười. Hiện ông là hội viên Photographic Society of America (Mỹ), Image sans Frontière (Pháp) và Câu lạc bộ Nhiếp ảnh Gia Định. Đây là thú vui hiện nay của ông.
Sau sự kiện 30 tháng 4 năm 1975, ông sống tại quận Bình Thạnh, Thành phố Hồ Chí Minh và vẫn tiếp tục tham gia hoạt động nhiếp ảnh, viết nhạc phim cho đến nay. Nhìn chung nhạc của ông giai đoạn này mang âm hưởng Nam Bộ, có cả nhạc hài như "3 vợ", "Đường ta đi gấm hoa tuyệt vời", "Làm quen", "Suýt thành hoa hậu",...
Về già, nhạc sĩ Ngọc Sơn vẫn đều đặn tham gia làm từ thiện chia sẻ với người khó khăn hơn. Năm 2017, ông cùng bạn bè làm đêm nhạc thiện nguyện Tiếng chuông đời. Năm 2020, ông cùng nhà báo Lữ Đắc Long tổ chức triển lãm nghệ thuật ảnh 3D và dùng tiền thu được để đóng góp từ thiện.

### Gia đình
Con gái ông là Thái Ngọc Thanh cũng theo đường ca hát. Cô có biểu diễn một số sáng tác của cha mình và dựng thành video ca nhạc.
Nhạc sĩ Đài Phương Trang là cháu gọi ông là cậu.

## Nhầm lẫn
Bài "100 phần 100" (có chỗ còn viết "100%") là bài hát của Ngọc Sơn và Tuấn Hải viết về lính trẻ nhưng sau này Trung tâm Asia khi làm cuốn DVD Asia 29 - Chiến tranh & hoà bình lại ghi tên tác giả là Vũ Chương. Tương tự, bài "Đẹp lòng người yêu" cũng của Ngọc Sơn và Tuấn Hải nhưng bị nhiều nơi ghi là của Vinh Sử.
Thật ra tác giả của bài "Đêm buồn phố thị" là Ngân Giang.

## Tác phẩm âm nhạc
Nhạc của Ngọc Sơn trước 1975, theo ông, có thể chia ra làm ba chủ đề là nhạc tình yêu đôi lứa, nhạc thời chiến và tân nhạc trong bài tân cổ.

### Tân nhạc

#### Viết một mình
- 3 năm lính (Tú Nguyệt & Ngọc Sơn, 1972)
- Cánh mimosa
- Chiều miền hỏa tuyến
- Chuyến đò dang dở (Ngọc Sơn & Lệ Uyên)
- Còn gì nói đêm nay
- Đêm buồn phố thị (1973)
- Gian dối[9]
- Giọt buồn xứ Huế
- Giọt đắng (Lệ Uyên & Tú Nguyệt)
- Gọi tên một người
- Hai tâm hồn một con số (1967)
- Hoang vu (1971)
- Không bao giờ xa nhau (Tú Nguyệt & Ngọc Xuân)
- Khúc nhạc Brahms
- Mắt lệ tình sầu (Ngọc Sơn & Tú Nguyệt)
- Màu hoa thương nhớ (Tú Nguyệt)
- Một phiên gác đêm
- Nét son buồn (Lệ Uyên & Tú Nguyệt, 1970)
- Nếu mình còn yêu nhau
- Ngõ vào đời (Ngọc Sơn & Tú Nguyệt, 1969)
- Phiên buồn 18
- Quán đời ta[a]
- Rồi một đêm đó
- Qua miệt Tân Châu
- Sài Gòn ơi[b]
- Sau chuyến sang ngang (Lệ Uyên & Tuyệt Phong, 1970)
- Sầu muộn (1980)
- Sau ngày cưới em (Lệ Uyên)
- Thạch Sanh Lý Thông
- Thiệp mời
- Thôi anh về đi (1973)
- Thư về người em đô thị (Tú Nguyệt & Ngọc Xuân)
- Thương mùa phượng vĩ
- Tình khúc đêm mưa
- Tình yêu của lính (Tú Nguyệt)
- Trầu cau
- Ve sầu điệp nở
- Vực nước mắt
- Xin đừng hỏi tôi

#### Viết chung với Tuấn Hải
- 100 phần 100 (1968)
- Đẹp lòng người yêu (1968)
- Nỗi lòng của lính (Tú Nguyệt & Lê Kim Khánh, 1972)
- Phân vân (Tú Nguyệt & Lê Kim Khánh)

#### Viết chung với Đài Phương Trang
- Có những đêm buồn (1966)
- Giấc mơ một ngày phép (1966)
- Giận nhau mất vui
- Hoa mười giờ (1970)
- Lã lướt
- Màu tím Pensée (1966)
- Mùa Pensée nở
- Những chiều hoang dại
- Nếu tóc em còn xanh
- Thiệp mời
- Tình khúc đêm mưa
- Tình yêu tuyệt đối (Tú Nguyệt & Đài Phương Trang, 1969)

#### Viết chung với Hoàng Trang
- Chiều về khu chiến (Hồng Đạt & Tú Nguyệt)
- Điệu trầm tháng 8
- Đêm trăng miền thơ ấu (Triết Giang & Ngọc Sơn)
- Đường bay mùa ly loạn (Thiên Tường & Tú Nguyệt)
- Giọt buồn quê hương
- Hái lộc đầu năm (Triết Giang & Ngọc Sơn, 1967)[11]
- Kể từ đêm đó (1968)
- Không xa nhau (Hồng Đạt & Tú Nguyệt, 1969)
- Lời 20 (Thiên Tường & Tú Nguyệt)
- Lời nguyền son sắt (Triết Giang & Ngọc Sơn)
- Màu hoa thương nhớ (Tú Nguyệt & Thiên Tường)
- Mặt trời đêm (Thiên Tường & Tú Nguyệt)
- Mộng bình thường (Hồng Đạt & Tú Nguyệt)
- Mộng chinh nhân (Tú Nguyệt & Thiên Tường, 1956)
- Một trái tim (Thiên Tường & Tú Nguyệt)
- Người mang mộng ước (1967)
- Người yêu và sắc áo (Ngọc Sơn & Hồng Đạt)[12]
- Tơ duyên
- Trái cấm (Hoàng Trang & Triết Giang, 1969)

#### Viết chung với Dzoãn Bình
- 18 trăng chờ (Ngọc Xuân & Dzoãn Bình, 1969)
- Biển khuya
- Chuyện tình thứ nhứt
- Đêm quần thảo (Tú Nguyệt & Vũ Đức)
- Hiện diện của em (1969)
- Khép cửa (Ngọc Sơn & Vũ Đức, 1968)
- Tại anh (Lệ Uyên & Dzoãn Bình, 1970)
- Thư tình cho em (Ngọc Sơn & Vũ Đức)
- Trách thầm

#### Viết chung với nhạc sĩ khác
- Đầu năm đi lễ (Ngọc Sơn & Kim Long, 1967)
- Đêm thánh buồn (Ngọc Sơn & Đức Phú)
- Đoàn chim cánh sắt (Ngọc Sơn & Phượng Linh, 1966)
- Lời này cho anh (Ngọc Sơn & Giao Linh)
- Mùa thi em lấy chồng (Ngọc Sơn & Anh Phong, 1969)
- Mùa thu thành phố (Lệ Uyên & Dạ Hoài Xuân Nga)
- Phút say mơ (Hoàng Quý & Ngọc Sơn)
- Quê hương và tuối lính (Ngọc Sơn & Cao Minh Quân)
- Sài Gòn chiều mưa (Trường Hải & Ngọc Sơn) (1963)
- Thương mùa phượng vĩ (Ngọc Sơn & Thanh Triết)
- Vòng tay lỡ làng (Ngọc Sơn & Đinh Trầm Ca)

### Tân cổ giao duyên
- 100 phần 100
- Ăn khế trả vàng (Ngọc Sơn & Yên Sơn)
- Đoàn chim cánh sắt (Ngọc Sơn & Yên Sơn)
- Đầu năm đi lễ (Ngọc Sơn & Yên Ba)
- Dây chuông oan nghiệt (Ngọc Sơn & Yên Ba)
- Hận Tình Tô Ánh Nguyệt (Ngọc Sơn & Yên Ba)
- Tâm sự em bé đánh giày (Ngọc Sơn & Yên Ba)
- Trầu cau (Ngọc Sơn & Yên Ba)
- Trọng Thủy Mỵ Châu (Ngọc Sơn & Yên Ba)
- Ve sầu điệp nở (Ngọc Sơn & Yên Ba)

## Chương trình nói về
- Thúy Nga Music Box #33: Ngọc Sơn, Giao Linh, Như Quỳnh, Hoàng Nhung - Tình Ca Ngọc Sơn (2021)